# Burgers' Rimba
Burgers' Rimba is een leefgebied in Burgers' Zoo in Arnhem, de hoofdstad van de Nederlandse provincie Gelderland. Rimba is een afkorting van het Maleise woord rimba raya, wat tropisch regenwoud betekent. Het nieuw ingerichte deel van de dierentuin werd geopend ten tijde van het 95-jarig bestaan in 2008. De Rimba bestaat uit een aantal zones. Binnen deze zones zijn een aantal diersoorten bij elkaar geplaatst.

## Fauna
De Rimba herbergt diersoorten uit het Zuidoost-Aziatisch regenwoud. Ook zijn er veel bomen, struiken en kruiden uit deze regio aangeplant. 
Te zien in Rimba zijn: 
- Een verblijf met Maleise beren en beermarters.
- Een verblijf met bantengs, siamangs, laponderapen, zwijnsherten en lierherten.
- Een grot met verblijven voor watervaranen en netpythons.
- Een verblijf voor goudwanggibbons, tot 2023 waren daar ook brillangoeren gehuisvest.
- Een verblijf voor Sumatraanse tijgers